# Vijfhuizen (Hollande-Septentrionale)
Pour les articles homonymes, voir Vijfhuizen.

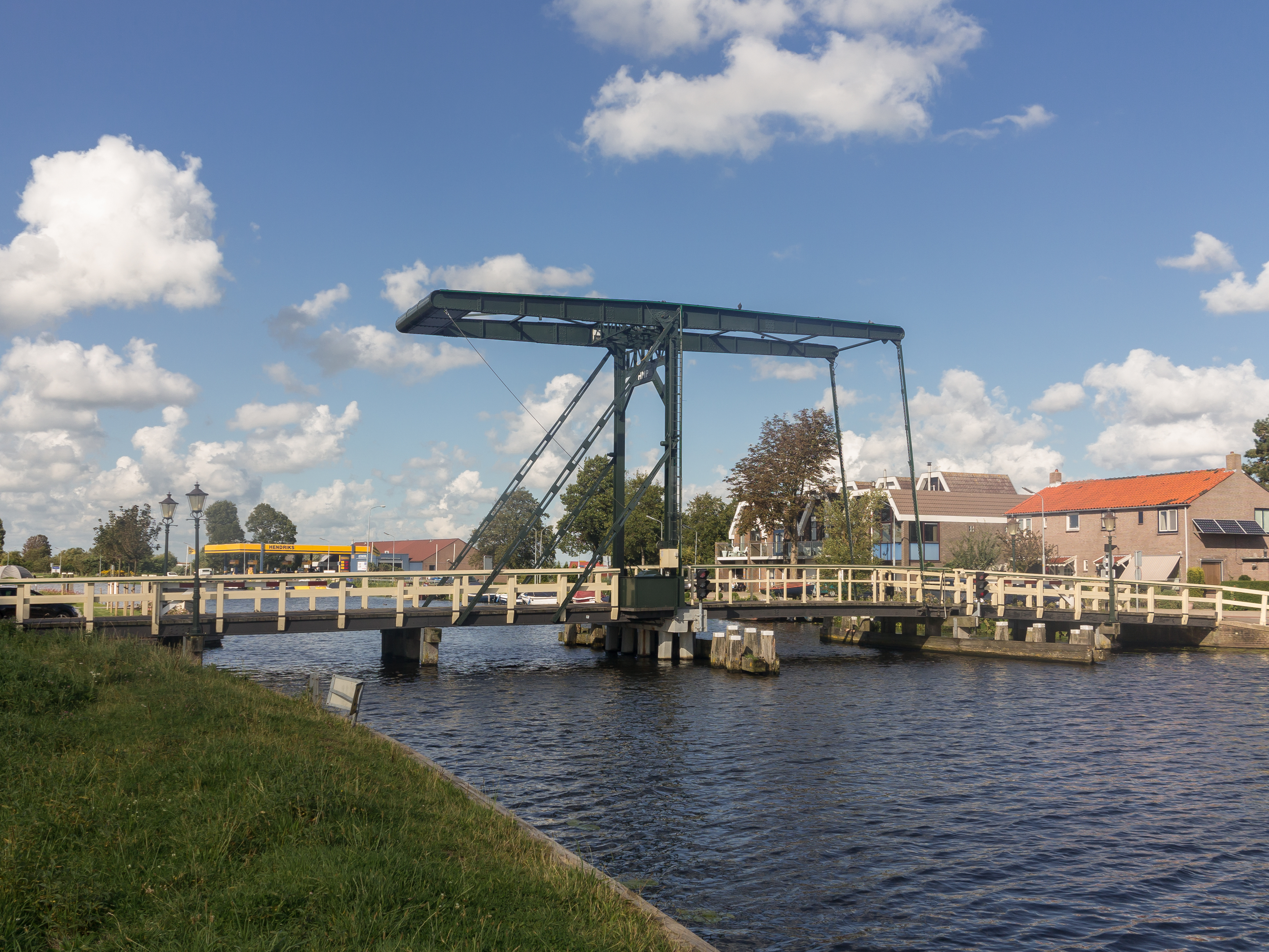
Le pont basculant : de Vijfhuizerbrug

Vijfhuizen est un village de la commune néerlandaise de Haarlemmermeer, dans la province de la Hollande-Septentrionale. Le 1er janvier 2008, le village comptait 4 194 habitants.